# Уиннемакка (индейская колония)
Уиннемакка (англ. Winnemucca Indian Colony) — индейская колония западных шошонов и северных пайютов, расположенная в северо-западной части штата Невада, США.

## История
Индейская колония Уиннемакка была создана 18 июня 1917 года исполнительным указом президента США Вудро Уилсона. Небольшие участки были добавлены к резервации в 1918 и 1928 годах.

## География
Уиннемакка расположена в юго-западной части округа Гумбольдт и состоит из двух земельных участков. Меньший по площади, около 0,081 км², находится в городской черте города Уиннемакка, второй, 1,36 км², расположен на южной окраине города. Общая площадь резервации составляет 1,441 км². Административным центром резервации является город Уиннемакка.

## Демография
По данным федеральной переписи населения 2010 года в резервации проживало 53 человека.
Согласно федеральной переписи населения 2020 года в резервации проживало 43 человека, насчитывалось 29 домашних хозяйств и 23 жилых дома.
Расовый состав распределился следующим образом: белые — 4 чел., афроамериканцы — 0 чел., коренные американцы (индейцы США) — 33 чел., азиаты — 1 чел., океанийцы — 0 чел., представители других рас — 2 чел., представители двух или более рас — 3 человека; испаноязычные или латиноамериканцы любой расы составили 8 человек. Плотность населения составляла 29,84 чел./км².

## Комментарии
1. ↑  В состав резервации входит часть населённого пункта.